# Hospital Sant'Anna
El hospital de Sant'Anna es el hospital principal de la provincia de Como, Italia. Está ubicado en San Fermo della Battagliaen la via Ravona
:
- El hospital de Sant'Antonio Abate en Cantù
- El hospital de Erba-Renaldi en Menaggio
- El hospital de Felice Villa en Mariano Comense.

Estratégicamente situado a las afueras de Como, y cerca de una carretera que conecta Suiza con la zona industrial de Milán 
El Hospital Sant'Anna es el principal hospital de la provincia de Como, Italia. Se encuentra en San Fermo della Battaglia en via Ravona.
Es un hospital que forma parte de la Azienda ospedaliera Ospedale Sant'Anna di Como, que incluye también: 
- El Hospital Sant'Antonio Abate de Cantù
- El hospital Erba-Renaldi de Menaggio
- El Hospital Felice Villa de Mariano Comense .

Situado estratégicamente en las afueras de la ciudad de Como y cerca de una importante autopista que conecta Suiza con la productiva zona de Milán, atiende a una población de casi 600.000 personas. El hospital está afiliado a la Facultad de Medicina y Cirugía de la Universidad de Insubria . 